# أندرو مكدونالد (سياسي)
أندرو مكدونالد (بالإنجليزية: Andrew McDonald)‏ هو سياسي أسترالي، ولد في 1 مارس 1955. حزبياً، نشط في حزب العمال الأسترالي. وقد انتخب عضو الجمعية التشريعية نيو ساوث ويلز.